# Comté de Haskell (Texas)
Pour les articles homonymes, voir Comté de Haskell et Haskell (homonymie).
Le comté de Haskell, en anglais : Haskell County, est un comté situé dans le nord de l'État du Texas aux États-Unis. Fondé le 1er février 1858, son siège est la ville de Haskell. Selon le recensement de 2020, sa population est de 5 416 habitants. Le comté a une superficie de 2 357,4 km2, dont 2 339 km2 en surfaces terrestres. Il est baptisé en l'honneur de Charles Ready Haskell, militaire durant la révolution texane.

## Organisation du comté
Le comté de Haskell est créé le 1er février 1858, à partir des terres du comté de Young. Après plusieurs réorganisations foncières, il est définitivement autonome et organisé en janvier 1885.
Le comté est baptisé en référence à Charles Ready Haskell, un militaire tué par l'armée mexicaine, lors du massacre de Goliad,  durant la révolution texane,,.

## Géographie

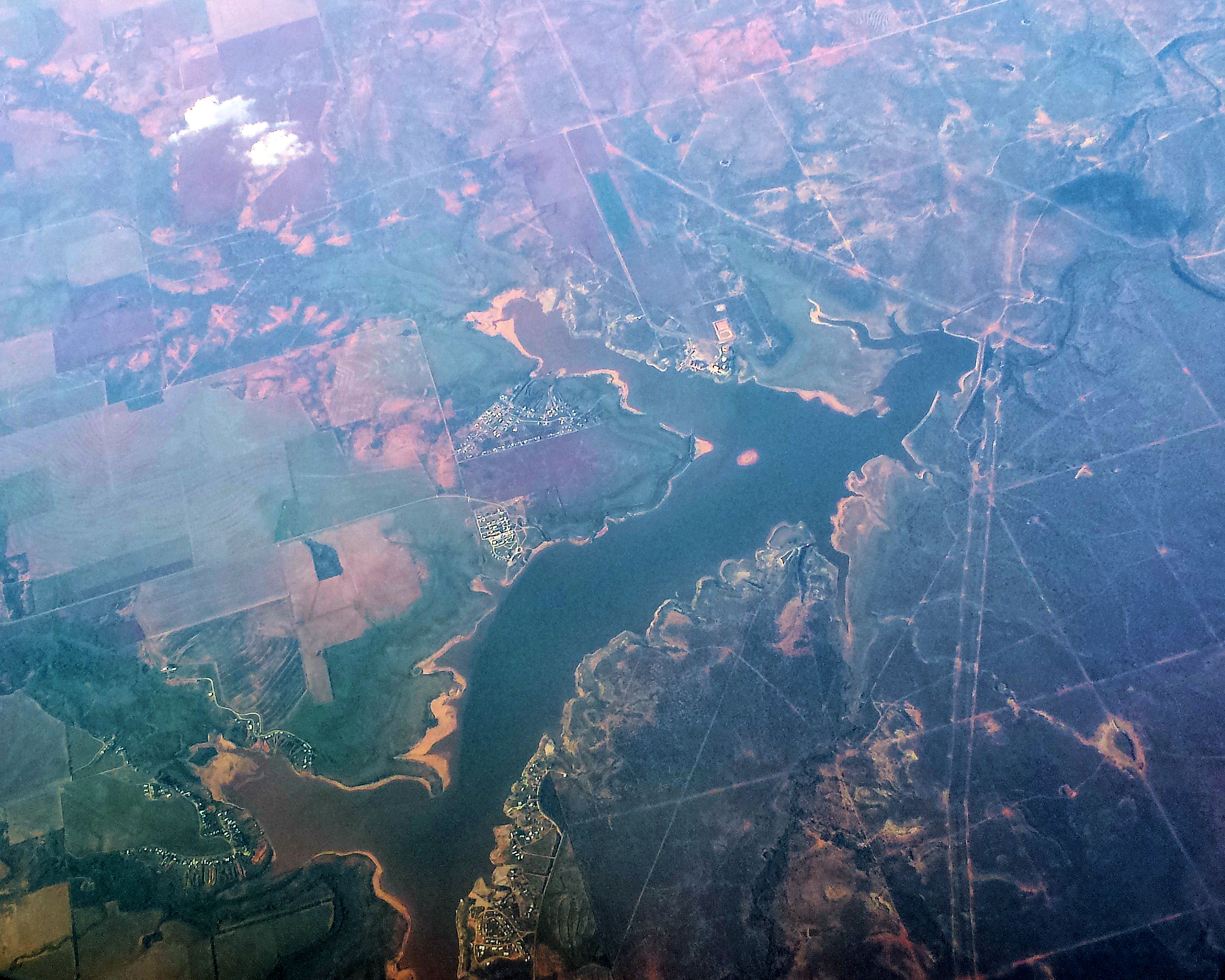
Vue aérienne du lac Stamford dans le comté de Haskell.

Le comté de Haskell se situe au nord de l'État du Texas, aux États-Unis,.
Il a une superficie totale de 2 357,4 km2, composée de 2 339 km2 de terres et de 18,4 km2 de zones aquatiques.

## Comtés adjacents
| Comté de King      | Comté de Knox    | Comté de Baylor       |
| Comté de Stonewall | comté de Haskell | Comté de Throckmorton |
|                    | Comté de Jones   | Comté de Shackelford  |

## Démographie
Lors du recensement de 2010, le comté comptait une population de 5 899 habitants. En 2017, la population est estimée à 5 746 habitants,.
| Groupes           | Comté de Haskell | Texas | États-Unis |
| ----------------- | ---------------- | ----- | ---------- |
| Blancs            | 82,7             | 70,4  | 72,4       |
| Autres            | 9,8              | 10,6  | 6,4        |
| Afro-Américains   | 3,7              | 11,9  | 12,6       |
| Métis             | 2,6              | 2,5   | 2,7        |
| Amérindiens       | 0,7              | 0,7   | 0,9        |
| Asiatiques        | 0,5              | 3,8   | 4,8        |
| Total             | 100              | 100   | 100        |
|                   |                  |       |            |
| Latino-Américains | 24,0             | 37,6  | 16,7       |

Pyramide des âges du comté de Haskell (2000).

Selon l'American Community Survey, pour la période 2011-2015, 76,72 % de la population âgée de plus de 5 ans déclare parler anglais à la maison, alors que 21,82 % déclare parler l’espagnol, 0,62 % le khmer et 0,84 % une autre langue.
| Indicateur                             | Comté de Haskell | États-Unis |
| -------------------------------------- | ---------------- | ---------- |
| Personnes de moins de 5 ans            | 3,9 %            | 6,1 %      |
| Personnes de moins de 18 ans           | 18,5 %           | 22,6 %     |
| Personnes de plus de 65 ans            | 22,2 %           | 15,6 %     |
| Femmes                                 | 46,9 %           | 50,8 %     |
| Personnes par foyer                    | 2,22             | 2,64       |
| Vétérans                               | 5,7 %            | 8,0 %      |
| Personnes nées étrangères à l'étranger | 17,9 %           | 13,2 %     |
| Personnes sans assurance maladie       | 22,3 %           | 10,2 %     |
| Personnes avec un handicap             | 20,9 %           | 8,6 %      |
| Revenus annuels                        | 21 072 $         | 29 829 $   |
| Personnes sous le seuil de pauvreté    | 24,5 %           | 12,3 %     |
| Diplômés du lycée                      | 68,5 %           | 87,0 %     |
| Diplômés de l'université               | 13,5 %           | 30,3 %     |

### Source de la traduction
- (en) Cet article est partiellement ou en totalité issu de l’article de Wikipédia en anglais intitulé « Haskell County, Texas » (voir la liste des auteurs).